# Ctenus jaminauensis
Ctenus jaminauensis är en spindelart som beskrevs av Cândido Firmino de Mello-Leitão 1936. 
Ctenus jaminauensis ingår i släktet Ctenus och familjen Ctenidae. Inga underarter finns listade i Catalogue of Life.